# Dinko Trebotić
Dinko Trebotić (Split, 30. srpnja 1990.) hrvatski je nogometaš koji igra na poziciji veznog. Trenutačno igra za talijanski četvrtoligaški klub Castelfidardo.

## Karijera
Trebotić je produkt Hajdukove omladinske škole. Za seniorsku momčad debitirao je 5. listopada 2008. godine protiv sesvetske Croatije dok je trener bio Goran Vučević. To mu je bila jedina utakmica za Hajduk te sezone. Uslijedile su posudbe u sinjskog Junaka, a potom u NK Rudeš. Nakon isteka posudbe Rudešu, u lipnju 2010. godine vraća se u Hajduk. Od tada igra za prvu momčad pod vodstvom Stanka Poklepovića, odnosno Gorana Vučevića koji dolazi umjesto Poklepovića na mjesto trenera. Ponovno, 2012. godine odlazi na polugodišnju posudbu u Zagreb. U kolovozu iste godine raskida ugovor s Hajdukom.
Statistika u Hajduku
| Natjecanje        | Nastupi | Zgoditci |
| ----------------- | ------- | -------- |
| Prvenstvo         | 29      | 2        |
| Kup               | 1       | 0        |
| Superkup          | 0       | 0        |
| Međunarodne       | 8       | 1        |
| Splitski podsavez | 0       | 0        |
| Ukupno            | 38      | 3        |
| Prijateljske      | 23      | 9        |
| Sveukupno         | 61      | 12       |

## Reprezentacija
Za reprezentaciju Hrvatske do 21 godine je debirao 16. studenog 2010. godine protiv Slovenije ulaskom s klupe u 46. minuti.

## Vanjske poveznice
- Profil na Transfermarktu
- Profil na Soccerwayu

1. ↑  Profili svih igrača – Statistika na službenim stranicama HNK Hajduka. hajduk.hr. HNK Hajduk Split.